# Maschinengewehr 34
Maschinengewehr 34 (MG 34) är av många ansedd som världens första moderna kulspruta. Den var vid utbrottet av det andra världskriget den tyska krigsmakten Wehrmachts huvudsakliga kulspruta. Den tillverkades under hela andra världskriget även sedan efterföljaren MG 42 tagits fram. MG 34 är luftkyld och rekylopererad och kan avfyras både halv- och helautomatiskt. 
MG 34 tillverkades med en mängd olika lavetter och benstöd men den vanligaste var ett tvåbent stöd fäst nära mynningen. Vapnet monterades även i många tyska stridsfordon.

## Historia
Redan under första världskriget började man i Tyskland försöka utveckla ett vapen som kunde fylla funktionen av både lätt och tung kulspruta (Leichtes och Schweres Maschinengewehr). Vapnet, kallat Einheitsmaschinengewehr 16 (MG 16), var en modifierad version av Hiram Maxims kulspruta med beteckningen MG 08, men den serietillverkades aldrig. Under mellankrigstiden fortsatte utvecklingsarbetet. På grund av Versaillesfredens restriktioner måste arbetet delvis ske i hemlighet. De första resultaten blev MG 13 som lanserades 1928 och MG 15. Dessa vapen hade flera brister och klarade aldrig att leva upp till kraven på en "enhetskulspruta", så utvecklingsarbetet fortsatte.
MG34 utvecklades av företaget Rheinmetall och var delvis en hybrid av de tidigare försöken att få fram ett "Einheitsmaschinengewehr", men hade även flera förbättringar. Den godkändes formellt i början av 1934 och började tillverkas under 1935. MG 34 blev den första kulsprutan som kunde fylla alla typer av roller i den tyska krigsmakten. Ett helt system av olika lavetter, MG-Gerät 34, togs fram för kulsprutan.

## Användning
Första gångerna vapnet användes i strid var av tyska trupper i spanska inbördeskriget. I sin lätta roll hade MG 34 ett tvåbensstöd (Zweibein 34) på pipan och ett trummagasin (Patronentrommel 34) med 50 eller 75 patroner. Patronband med 50 eller 250 patroner, som var avsedda att användas i de tunga versionerna, kunde även användas i den lätta rollen, vilket ofta skedde. Som understödsvapen kunde MG 34 utrustas med tre- och fyrbensstöd (Dreifuss 34 och MG-Lafette 34. Som luftvärnsvapen fanns både en enkel (Fliegerdrebstûtze 36) och dubbel lavett (Zwillingssockel 36).
Som fordonskulspruta avlägsnades fästet för tvåbensstödet och kolven och vapnet placerades i ett särskilt fordonsfäste. Ett reservsystem med kolv, benstöd och luftvärnssikte förvarades dock ofta i fordonet, så att vapnet kunde tas ut och användas som infanterikulspruta.
Ledningen för det tyska flygvapnet, Luftwaffe, övervägde att anta MG 34 som flygplanskulspruta men bland annat den höga vikten gjorde att de avstod.
Den stora komplexiteten och de höga kraven på precision vid tillverkningen gjorde att MG 34 aldrig kunde tillverkas i de mängder som krävdes för krigföringen under andra världskriget. Den var dessutom väldigt dyr och resurskrävande att tillverka. Det kom även klagomål på dess driftsäkerhet. Särskilt vid striderna i Ökenkriget och på östfronten visade sig att vapnet ofta krånglade då det utsatts för lera, sand och smuts. Under 1942 började den ersättas av sin efterföljare MG 42, men det stora behovet av kulsprutor gjorde att MG 34 fortsatte tillverkas parallellt med MG 42 fram till krigsslutet 1945.
Tyskland levererade MG 34 till flera länder, främst då sina allierade: Italien, Ungern, Rumänien och Finland. I Portugal användes kulsprutan under beteckningen "Metralhadora Mo. 944", och fanns kvar i tjänst ända in på 1970-talet. 
Under den tyska ockupationen av Tjeckoslovakien hade kulsprutan tillverkats vid den tjeckiska Brno-fabriken och där fortsatte tillverkningen för den tjeckoslovakiska armén efter kriget. Flera andra länder använde erövrade MG 34 efter kriget: bland annat Frankrike, Israel och flera afrikanska stater.

## Tillverkare
- Gustloff-Werke i Suhl (Simson & Co)
- Maget i Berlin
- Mauser-Werke AG I Berlin Borsigwalde
- Steyer-Daimler-Puch AG I Steyer-Oberdonau
- Waffenfabrik Brunn i Brno Böhmen-Mähren.